# مارسيلو كيمارايس
مارسيلو كيمارايس (بالبرتغالية: Marcelo Guimarães) هو فنان قتال مختلط برازيلي، ولد في 25 يونيو 1983 في Itapemirim, Espírito Santo ‏ في البرازيل.

## وصلات خارجية
- مارسيلو كيمارايس على موقع يو إف سي (الإنجليزية)
- مارسيلو كيمارايس على موقع شيردوغ (الإنجليزية)